# Miss Goodthighs
Miss Giovanna Goodthighs é uma personagem fictícia de filme 007 Casino Royale, de 1967. Os personagens do filme, uma paródia satírica dos filmes de James Bond, levado às telas por produtores independentes que tinham os direitos do livro Casino Royale, escrito por Ian Fleming, são em sua maioria inexistentes no livro original.

## No filme
Goodthighs é enviada pelo vilão Le Chiffre para seduzir e matar Evelyn Tremble (Peter Sellers), um dos personagens do filme que também se passa por James Bond, num quarto de hotel. Sedutora, provocante e vestida apenas com uma camisa masculina azul, ela recebe Tremble de surpresa com uma garrafa de champagne na mão quando ele entra na suíte, explicando que ela e a champagne são uma cortesia do hotel.
Os dois começam um jogo de sedução em volta da cama e Goodthighs coloca veneno na taça da bebida de Tremble, que entretanto consegue tomar um pílula de antídoto. Mesmo assim, ele fica tonto, tropeça fora da cama e desmaia no banheiro. Depois de acordar, nos braços de Vesper Lynd e ficar imaginando por que o antídoto não o protegeu, como prometido pelo verdadeiro Bond (David Niven), ele ouve de Lynd que ela "já cuidou bem de Goodthighs".

## Goodthighs
A atriz britânica Jacqueline Bisset, que personifica 'Goodthighs' num de seus primeiros papéis no cinema, achava que o nome de sua personagem faria por ela o mesmo que Pussy Galore havia feito por Honor Blackman em 007 contra Goldfinger, mas também disse anos depois que não gostou do nome, por que acha que ele chamou atenção para um de seus mais fracos recursos físicos..[i]